# ABB Stotz-Kontakt

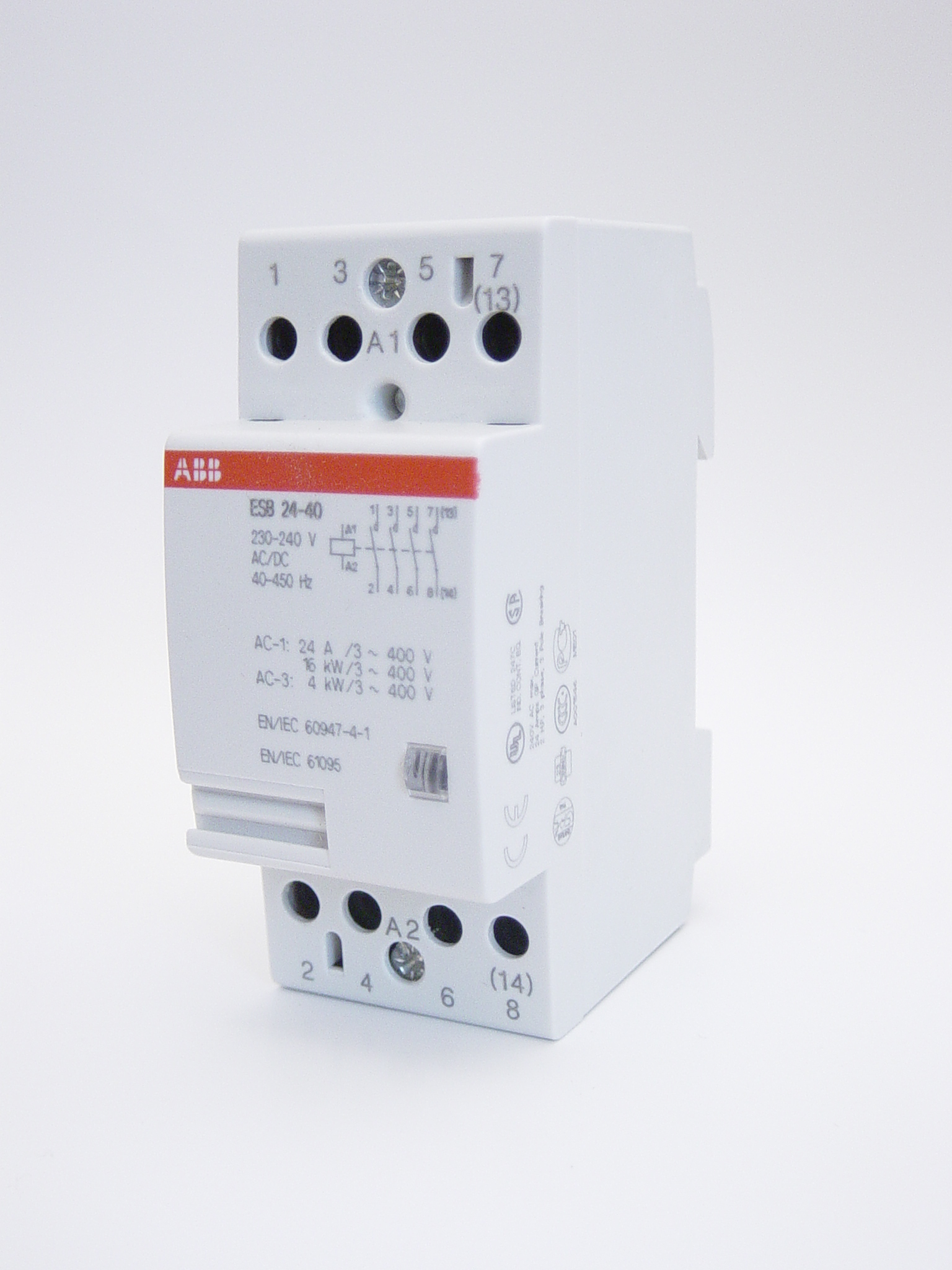
ABB-Installationsschütz für Hutschiene

ABB Stotz-Kontakt GmbH entwickelt und stellt Produkte für die elektrische Ausrüstung und Automatisierung von Gebäuden, Maschinen und Anlagen her. Das Unternehmen hat seinen Sitz in Heidelberg und gehört zur deutschen ABB. Etwa 1405 Mitarbeiter erwirtschafteten 2013 einen Umsatz von rund 487 Millionen Euro.

## Geschäftsbereiche
Das Unternehmen produziert und vertreibt Schalt- und Steuerungstechnik, Leistungsschalter, Schalter und Schaltanlagenzubehör, Installationsgeräte, Gebäudesysteme und Verbindungstechnik.

## Geschichte
Im Jahre 1891 wurde die Firma Moyé und Stotz, elektr. Installationen in Mannheim gegründet.

In den ersten Jahren des neuen Geschäfts nahm der Chef eine Leuchtreklame mit seinem Namenszug als Wanderbuchstaben, die nacheinander aufleuchteten, an seinem Haus in Betrieb – angeblich die erste Leuchtreklame dieser Art in Deutschland. Stotz baute die Schaltung selbst.
1896 schied der Teilhaber Moyé aus und die Firma wurde in Stotz und Cie. Elektrizitätsgesellschaft mbH umbenannt. 1912 bestanden Zweiggeschäfte in Freiburg im Breisgau, Karlsruhe, Worms, Schlettstadt, Heidelberg, Pirmasens, Wiesloch, Stuttgart und Kaiserslautern. 300 Monteure wurden beschäftigt. Nach dem Verkauf der Installationsabteilungen an Brown, Boveri & Cie (BBC) wurde der Rest in Stotz und Cie. GmbH, Fabrik elektrischer Spezialapparate umbenannt. In Mannheim-Neckarau wurde ein Fabrikationsgebäude errichtet.
1918 wurde Stotz und Cie. eine Tochtergesellschaft der BBC.
1923 begann man mit der Entwicklung von selbsttätigen Schaltern zum Schutz gegen Überlastung und Kurzschluss (Sicherungsautomaten), und meldete diese 1924 zum Patent an. 1928 nahm man die Fabrikation des Sicherungsautomaten S 11 in der Art auf, die bis 1959 beibehalten wurde. 1930 erfolgte die Aufnahme der Fabrikation von Hilfsschützen, die das erste Gerät der späteren Abteilung Apparatebau war. Die Stotz GmbH und die Kontakt AG, Frankfurt am Main, schlossen sich 1930 zur Stotz-Kontakt GmbH zusammen und stellten seit 1935 explosionsgeschützte Geräte her.
1939 brannte die Lagerhalle in Neckarau, in der zu dieser Zeit etwa 900 Personen beschäftigt waren.
Nach dem Beschluss, in Heidelberg eine neue Fabrik zu bauen, wurde 1940 eine Flugzeugbordgerätefabrik in Eberbach als Zweigwerk errichtet. 1943 nahm man die Montage von Sicherungsautomaten, Dreh- und Kippschaltern sowie Steckdosen in Heidelberg auf. Auch die Montage des Bereichs Apparatebau zog nach der Zerstörung des Werkes in Mannheim bei einem Fliegerangriff um. Während des Zweiten Weltkriegs wurden mehrere Monate lang Häftlinge aus dem Konzentrationslager Buchenwald als Zwangsarbeiter in der Produktion eingesetzt.
Die deutsche ABB Asea Brown Boveri AG, Mannheim beteiligte sich an der Gründung der Stiftung „Erinnerung, Verantwortung und Zukunft“.
1948 begann die Fertigung der Schraubautomaten S 111. 1960 wurde das Werk Rheinhausen mit 73 Mitarbeitern in Betrieb genommen. Die Eröffnung der Betriebsstätte folgte 1964 in Waibstadt, in der bis 1975 Endmontagearbeiten vorgenommen wurden. Mechanisierte Fertigungseinrichtungen für Teilherstellung und Montage wurden 1968 eingeführt. Nach dem Erwerb des Elektrosektors der Busch-Jaeger, Dürener Metallwerke AG, Lüdenscheid, wurde 1969 die Busch-Jaeger Elektro GmbH gegründet. 1974 folgte der Aufbau des Arbeitsgebietes Sicherheitstechnik. Im selben Jahr wurde in Eppelheim ein neues Werk für Betriebsmittelbau, Betriebsmittelkonstruktion mit Lehrwerkstatt und Musterbau errichtet.
1978 wurde der Geschäftsbereich elektronische Geräte übernommen, vier Jahre später wurde er in den Geschäftsbereich Automatisierungstechnik integriert. 1981 wurden die Fertigwarenlager im Warenverteilzentrum Walldorf konzentriert.
1983 wurde das SIGMA-i-BUS-System im Werk Walldorf entwickelt und erstmals hergestellt. 1985 wurde die erste mechanisierte Fertigungsanlage für den Leitungsschutzschalter Adam in Betrieb genommen; es folgten 1988 die Aufnahme der Produktion der Typen Eva und 1991 Lukas.
Ein Jahr nach der Fusion des Mutterkonzerns zur Asea Brown Boveri (ABB) im Jahr 1988 wurde das Arbeitsgebiet explosionsgeschützte Geräte der ABB der CEAG GmbH zugeordnet, das Arbeitsgebiet Schaltgeräte (ehem. Apparatebau) der ABB Schalt- und Steuerungstechnik GmbH und das Arbeitsgebiet Sicherheitstechnik der ABB Installationen GmbH.
1997 folgte die Integration des Bereichs Sicherheitstechnik, ein Jahr später die Anbindung von Gefahrenmelde-Überwachungs-Sensoren an den EIB durch das Meldergruppenterminal. 1999 wurde die Produktion der Einbruchmeldezentrale (L208) mit optionaler EIB-Schnittstelle aufgenommen. 2001 stellte man den Feldbusstecker FieldBusPlug vor und 2002 den drahtfreien Näherungsschalter.
2005 zog der Betriebsmittelbau von Eppelheim in einen Neubau auf dem werkseigenen Gelände im Pfaffengrund um. Im Sommer 2008 folgte der gewerblich-technische sowie der kaufmännische Bereich des ABB Training Centers (ATC). Grund hierfür war die Anbindung an einen Produktionsstandort, eine Qualitätssteigerung der Ausbildung durch Praxisnähe sowie die Betreuung von Auszubildenden und technischen und betriebswirtschaftlichen Studenten der Dualen Hochschule Baden-Württemberg unter einem Dach. ABB bietet damit am Standort Heidelberg sowohl interne Ausbildungsplätze als auch in der Verbundausbildung anderer Unternehmen an.
Das Unternehmen ist u. a. Beirat im Fachverband Installationsgeräte und -systeme im ZVEI, Mitglied des VDMA-Arbeitskreises Steuerungstechnik, der EtherCAT Technology Group sowie der KNX-Association. ABB Stotz-Kontakt GmbH ist Mitglied im Wirtschaftsverband Industrieller Unternehmen Baden.

## Konzernstruktur
Die ABB Beteiligungs-Management GmbH, Mannheim, ist die alleinige Gesellschafterin der ABB Stotz-Kontakt GmbH.
ABB Stotz-Kontakt unterhält folgende Tochterunternehmen (Stand 2007):
- ABB Stotz-Kontakt Eléctrica Lda., Porto (Portugal), 100 %
- ABB Stotz-Kontakt S.A., Getafe (Spanien), 100 %
- ABB Stotz-Kontakt / Striebel & John Vertriebsgesellschaft mbH, Heidelberg, 100 %